# Laguna facultativa

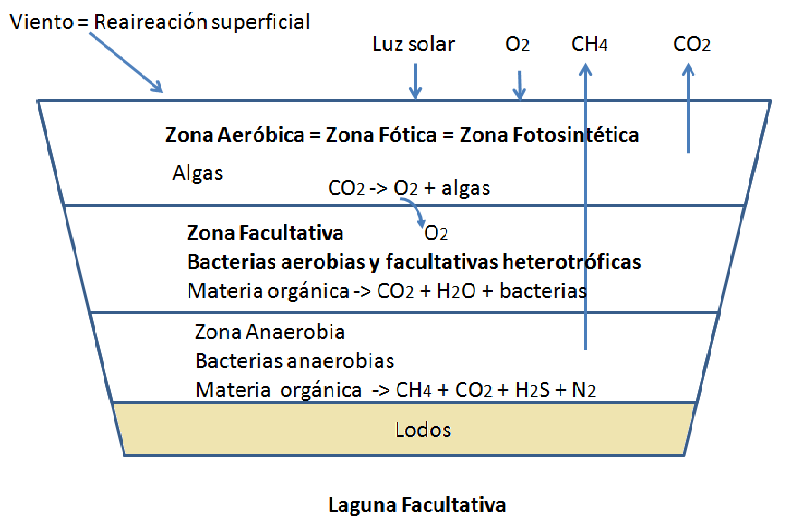
Esquema de funcionamiento de una laguna facultativa

En el tratamiento de las aguas residuales, se denominan lagunas facultativas a las lagunas que operan, en su estrato superior como lagunas aeróbicas, en su estrato inferior como lagunas anaerobias. Entre ambos estratos, existe uno intermedio, con la presencia de bacterias facultativas, denominado zona facultativa. Estas lagunas también reciben el nombre de estanques de estabilización aerobios-anaerobios. En este tipo de laguna o estanque, el contenido de oxígeno varía de acuerdo con la profundidad y hora del día. En el estrato superior de una laguna facultativa primaria existe una simbiosis entre algas y bacterias, en presencia de oxígeno; en los estratos inferiores se produce una biodegradación anaerobia de los sólidos sedimentables.
A diferencia de lo que ocurre con las lagunas anaerobias, el objetivo perseguido en las lagunas facultativas es obtener un efluente de la mayor calidad posible, en el que se haya alcanzado una elevada estabilización de la materia orgánica, y una reducción en el contenido en nutrientes y bacterias coliformes. 

## Fundamento y diseño
Las lagunas de estabilización constituyen un sistema de tratamiento bioquímico de crecimiento suspendido, sin recirculación de sólidos sedimentados. A pesar de constituir el sistema más simple y sencillo de tratamiento de aguas residuales, son de una naturaleza muy compleja desde el punto de vista de operaciones y procesos físicos, químicos y biológicos responsables de su eficiencia. 
En lo que se refiere a las lagunas facultativas, la degradación de la materia orgánica tiene lugar fundamentalmente por la actividad metabólica de bacterias heterótrofas facultativas, que pueden desarrollarse tanto en presencia como en ausencia de oxigeno disuelto. En estas lagunas se deja que los sólidos en suspensión en el agua residual se depositen en el fondo, donde son degradados en condiciones anaerobias (véase laguna anaerobia), a la vez que la materia orgánica disuelta o menos densa es estabilizada en la superficie en condiciones aerobias, cuyo proceso es mucho más eficiente ( véase laguna aerobica). La oxigenación de la capa superior se mantiene por la presencia de algas o mediante en uso de aireadores de superficie. Por otro lado, el mantenimiento de la zona aerobia sirve para minimizar los problemas de olores. Puesto que la presencia de oxígeno es ventajosa para el tratamiento, las lagunas facultativas se diseñan de forma que se favorezcan los mecanismos de oxigenación del medio. Cuando la aireación se produce por la presencia de algas, el crecimiento y proliferación de estas garantizan el buen funcionamiento de la laguna. Las bacterias utilizan el oxigeno suministrado por las algas para metabolizar en forma aeróbica los compuestos orgánicos. En este proceso se liberan nutrientes solubles (nitratos, fosfatos) y dióxido de carbono en grandes cantidades. Estos son utilizados por las algas en su crecimiento. De esta forma, la actividad de ambas es mutuamente beneficiosa. La concentración de algas se representa generalmente por la concentración de clorofila.
En su conjunto, en la zona aireada de la laguna, la estabilización del agua residual  se puede representar, de forma conjunta o global, mediante el esquema:
{\displaystyle {\ce {Residuos + Oxigeno ->[{bacterias}] ResiduoOxidado + NuevasBacterias}}}
También se puede representar, de forma individualizada para cada elemento presente en la materia orgánica, mediante las siguientes reacciones químicas o bioquímicas, en las que el producto de la reacción es una molécula o un ion inorgánico:
{\displaystyle {\ce {C(org) + O2 ->[{microorganismos}] CO2}}}
{\displaystyle {\ce {4H(org) + O2 ->[{microorganismos}] H2O}}}
{\displaystyle {\ce {2N(org) + 3O2 ->[{microorganismos}] 2NO3-}}}
{\displaystyle {\ce {S(org) + 2O2 ->[{microorganismos}] SO4^2-}}}
{\displaystyle {\ce {P(org) + 2O2 ->[{microorganismos}] PO4^3-}}}
En la zona anaeróbica, los procesos bioquímicos de estabilización de la materia orgánica, se producen de forma más lenta e implican la formación de gas metano, principalmente. Por otro lado, al tratarse de procesos anaerobios, la estabilización se produce mediante reacciones de reducción favorecidas por las bacterias anaerobias.
{\displaystyle {\ce {{Materia Orgánica}+ {Bacterias Anaerobias}-> CH4 + CO2 + H2 + NH3 + H2S}}}
También, en condiciones anaerobias, existen bacterias como el desulfovibrio que son capaces de reducir los iones SO42-, procedentes de la zona aerobia o facultativa, a iones S2- o H2S. Otras bacterias, denominadas desnitrificantes, reducen el nitrato, NO3- a nitrógeno gaseoso, N2.  
Respecto a los procesos de depuración que se producen en la zona intermedia o zona facultativa, estos vienen determinados por la concentración de oxígeno presente en el agua residual, pudiendo darse tanto los fenómenos de oxidación de la materia orgánica, propios de la zona aireada, como los de reducción, característicos de la zona aerobia.

## Influencia de las variaciones climáticas
Las variaciones locales de parámetros climáticos como la radiación solar, función de la latitud donde se sitúa la laguna, de la nubosidad, y el viento por un lado, de la cota a la cual se sitúa la laguna y de la disponibilidad de CO2 en la atmósfera, determinan la porción de la laguna que estará destinada a la producción de algas, y por lo tanto de oxígeno derivado de la fotosíntesis.
La parte superior de la laguna recibe oxígeno además de la re aireación a través de la interface aire líquido. Esta se verá favorecida en el caso de que la zona tenga un régimen de vientos más o menos permanente.
La variación de la cantidad de luz incidente produce cambios sustanciales en las condiciones de la laguna facultativa. El nivel de luz al cual la tasa de absorción de CO2 por fotosíntesis iguala la tasa de pérdida del dióxido de carbono en la respiración se denomina punto de compensación de luz.

## Tipos de bacterias presentes
Según algunos autores, las bacterias predominantes son Pseudomonas, Flavobacterium y Alcaligenes.

## Tipos de algas presentes
El predominio de una u otra especie de algas depende del tipo y concentración de los nutrientes presentes en las aguas servidas. La penetración de la luz solar en la laguna de estabilización puede ser del orden de 0.4 a 0,6 m, cuando se trata de aguas residuales crudas, mientras que en un lago de aguas límpidas puede alcanzar hasta 7 a 8 m.  En la zona fótica, la fotosíntesis se desarrolla por una gran variedad de algas que producen entre 10 y 66 gramos de algas por m² y por día.
Las algas presentes en las lagunas de estabilización facultativas son, en general, algas verdes, pero se encuentran también algas azules verdosas, amarillas carmelitas, púrpuras o rojas. Algunos autores las agrupan en 5 grupos diferentes:
- Chlorophyta: algas verdes
- Euglenophyta: algas verdes móviles
- Chrysophyta: algas amarillas verdosas o carmelitas doradas
- Pyrrophyta: algas verdosas móviles o carmelitas doradas
- Cyanophyta: algas azul verdosas